# Książę nocy
Książę nocy (fr. Le Prince de la nuit) – seria komiksowa autorstwa Yves’a Swolfsa, belgijskiego scenarzysty i rysownika, publikowana przez francuskie wydawnictwo Glénat od 1994 roku. Polskim wydawcą serii jest Egmont Polska.

## Fabuła
Utrzymana w konwencji horroru akcja serii rozpoczyna się w Paryżu na początku lat 30. XX wieku. Vincent Rougement odkrywa, że dręczące go koszmary nocne są scenami z życia jego przodków. Przez pokolenia wszyscy Rougementowie bez skutku polowali na wampira Vladimira Kergana. Vincent, ostatni ze szlacheckiego rodu, ma szansę w końcu odnieść sukces w poszukiwaniach i pokonaniu wampira.

## Tomy
| Nr org. | Tytuł i rok wydania polskiego | Tytuł i rok wydania oryginalnego  | Uwagi                                                              |
| ------- | ----------------------------- | --------------------------------- | ------------------------------------------------------------------ |
| 1       | Łowca (2001)                  | Le Chasseur (1994)                |                                                                    |
| 2       | List inkwizytora (2001)       | La Lettre de l'inquisiteur (1995) |                                                                    |
| 3       | Pełnia (2001)                 | Pleine lune (1996)                |                                                                    |
| 4       | Dziennik Maksymiliana (2002)  | Le Journal de Maximilien (1999)   |                                                                    |
| 5       | Eliza (2002)                  | Élise (2000)                      |                                                                    |
| 6       | Powrót do Ruhenbergu (2003)   | Retour à Ruhenberg (2001)         |                                                                    |
| 7       | Pierwsza śmierć (2017)        | La première mort (2015)           |                                                                    |
| 8       | Anna (2020)                   | Anna (2018)                       | W polskim wydaniu oba tomy ukazały się w jednym albumie zbiorczym. |
| 9       | Arkanea (2020)                | Arkanéa (2019)                    | W polskim wydaniu oba tomy ukazały się w jednym albumie zbiorczym. |